# Pedro Arrupe
Pedro Arrupe (n. 14 noiembrie 1907, Bilbao, Comunitatea Autonomă a Țării Basce, Spania – d. 5 februarie 1991, Roma, Italia) a fost un iezuit de origine bască, fost prepozit general al Societății lui Isus.

## Activitatea
În luna august 1981 a suferit o comoție cerebrală, ceea ce l-a pus în imposibilitatea de a mai conduce efectiv ordinul iezuit. Succesorul său a fost ales în anul 1983 în persoana lui Peter Hans Kolvenbach. 